# Cássia dos Coqueiros
Cássia dos Coqueiros é um município brasileiro localizado na Região Metropolitana de Ribeirão Preto (RMRP) no estado de São Paulo. Sua população estimada pelo IBGE em 2024 era de 2.855 habitantes.

## História
No século XVIII, bandeirantes que procuravam riquezas e metais preciosos longe do litoral, encontraram a região onde hoje está o município: um planalto com rios e cachoeiras cercados por mata virgem e por plantações de coqueiros agrestes. Anos mais tarde, esses coqueiros dariam nome à fazenda onde se iniciaria a história do município.
A localidade passou de sesmaria a vilarejo muito rápido, e em 13 de abril de 1898 fora criada a Paróquia de Santa Rita de Cássia dos Coqueiros, por iniciativa do Vigário Capitular e Cônego Esechias Galvão de Fontoura. Em 1899, o vilarejo passa a ser chamado de Distrito de Paz, através da Lei 680 de 14 de setembro daquele mesmo ano. Em 1901 é instalado o primeiro Distrito Policial, e em 18 de fevereiro de 1958 oficialiazado município. 

## Geografia
Localiza-se a uma latitude 21º16'58" sul e a uma longitude 47º10'11" oeste, estando a uma altitude de 890 metros. Possui uma área de 190,9 km².

## Demografia

### População
| Crescimento populacional                             | Crescimento populacional | Crescimento populacional | Crescimento populacional |
| Ano                                                  | População Total          |                          | %±                       |
| ---------------------------------------------------- | ------------------------ | ------------------------ | ------------------------ |
| 1960                                                 | 2 704                    |                          | —                        |
| 1970                                                 | 2 568                    |                          | −5,0%                    |
| 1980                                                 | 2 516                    |                          | −2,0%                    |
| 1991                                                 | 2 719                    |                          | 8,1%                     |
| 2000                                                 | 2 871                    |                          | 5,6%                     |
| 2010                                                 | 2 634                    |                          | −8,3%                    |
| 2022                                                 | 2 799                    |                          | 6,3%                     |
| Est. 2024                                            | 2 855                    | [ 6 ]                    | 2,0%                     |
| Fontes: Censos Demográficos IBGE e Estimativas SEADE |                          |                          |                          |

### Dados demográficos
Dados do Censo - 2000
População Total: 2.871
- Urbana: 1.665
- Rural: 1.206
- Homens: 1.486
- Mulheres: 1.385

Densidade demográfica (hab./km²): 15,04
Mortalidade infantil até 1 ano (por mil): 9,78
Expectativa de vida (anos): 74,86
Taxa de fecundidade (filhos por mulher): 2,44
Taxa de Alfabetização: 88,89%
Índice de Desenvolvimento Humano (IDH-M): 0,796
- IDH-M Renda: 0,689
- IDH-M Longevidade: 0,831
- IDH-M Educação: 0,869

(Fonte: IPEADATA)

### Etnias
| Cor/Raça | Percentagem |
| -------- | ----------- |
| Branca   | 85,9%       |
| Preta    | 7,3%        |
| Parda    | 5,5%        |
| Amarela  | 0,1%        |

Fonte: Censo 2000

## Infraestrutura

### Comunicações
O sistema de telefones automáticos foi inaugurado na cidade pela Companhia de Telecomunicações do Brasil Central (CTBC), que também implantou o sistema de discagem direta à distância (DDD) em 1989 com o código de área (016).

## Turismo
É considerada um centro turístico, tendo como opções a  Cachoeira do Itambé (86 m de queda), Mirante (1270 m de altitude) e a Toca da Onça, localizado próximo ao mirante.

## Religião
O Cristianismo se faz presente na cidade da seguinte forma:

### Igreja Católica
- A igreja faz parte da Arquidiocese de Ribeirão Preto.[15]

### Igrejas Evangélicas
Entre as igrejas protestantes históricas, pentecostais e neopentecostais, encontram-se na cidade:
- Assembleia de Deus Ministério do Belém.[18][19]
- Congregação Cristã no Brasil.[20]